# Trò chơi năm 1993
Trang này liệt kê các board game,  card game, wargame, miniatures game, và trò chơi nhập vai tabletop xuất bản năm 1993.  Đối với trò chơi điện tử, xem Trò chơi điện tử năm 1993.

## Trò chơi được phát hành hoặc phát minh năm 1993
- Amazing Engine (trò chơi nhập vai)
- Carat
- Cartoon Game
- Cybergeneration (trò chơi nhập vai)
- Dirty Money (trò chơi)
- DragonStrike
- Earthdawn (trò chơi nhập vai)
- Forgotten Futures (trò chơi nhập vai)
- Hacker II: The Dark Side
- Mage: The Ascension (trò chơi nhập vai)
- Magic: The Gathering
- Pandemonium (trò chơi nhập vai)
- Prime Directive (trò chơi nhập vai)
- Risus: The Anything RPG (hệ thống trò chơi nhập vai)
- SLA Industries (trò chơi nhập vai)
- Star Riders (trò chơi nhập vai)
- Uncle Happy's Train Game
- Underground (trò chơi nhập vai)
- We the People (board wargame)[1]

## Giải thưởng trò chơi được trao năm 1993
- Spiel des Jahres: Call My Bluff
- Deutscher Spiele Preis: Modern Art
  - Best Children's Game: Verflixt Gemixt
- Games: Inklings

## Sự kiện lớn liên quan đến trò chơi năm 1993
- Magic: The Gathering được phát hành bởi Wizards of the Coast, trở thành trò chơi thu thập thẻ bài phổ biến đầu tiên.
- Alderac Entertainment Group được thành lập.